# Pattran
Pattran is een nagar panchayat (plaats) in het district Patiala van de Indiase staat Punjab. 

## Demografie
Volgens de Indiase volkstelling van 2001 wonen er 22.170 mensen in Pattran, waarvan 53% mannelijk en 47% vrouwelijk is. De plaats heeft een alfabetiseringsgraad van 65%. 